# Брет Іван
Брет Вільям Іван (англ. Bret William Iwan; нар. 10 вересня 1982, Пасадіна, Каліфорнія, США) — американський актор озвучування та ілюстратор. Він четвертий і поточний голос Мікі Мауса після смерті Вейна Оллвайна у 2009 році.

## Біографія
Брет Вільям Іван народився 10 вересня 1982 року і виріс у Пасадіні, Каліфорнія, в сім'ї Білла та Фіони Іван.
Він навчався у Средній школі Ле-Роя, в Ле-Рої, Іллінойс, з 1996 по 2000 рік. Закінчив Коледж мистецтв та дизайну Рінґлінґа у Сарасоті, Флорида. Зрештою, Іван влаштувався ілюстратором у «Hallmark».

## Кар'єра
Івана було найнято, щоб озвучувати Мікі Мауса та замінити Вейна Оллвайна після його смерті від діабету 18 травня 2009 року. Раніше Іван був дублером для цієї ролі, коли у Оллвайна виникли проблеми зі здоров'ям, і Іван вважає, що архівна робота Оллвайна стала для нього чудовим наставництвом.
Брет Іван уперше записав діалоги Мікі Мауса для тематичного парку «Disney's Animal Kingdom», а також для шоу 2009 року «Disney On Ice: Celebrations» та «Disney Live: Rockin' Road Show». Він озвучив Мікі в мультсеріалі «Have a Laugh!». Уперше повноцінно виступив у ролі Мікі Мауса в англійській версії гри «Kingdom Hearts Birth by Sleep» від «PlayStation Portable». Він також озвучував Мікі Мауса у іграх «Epic Mickey».
Його першу роботу з озвучування в «Disney Park» можна було почути у заключному шоу «Animal Kingdom» під назвою «Adventurers' Celebration Gathering», а також в атракціоні «Tomorrowland Transit Authority PeopleMover» у тематичному парку «Magic Kingdom», де, проходячи через Зоряних торговців Мікі, Мікі відповідає своїм фірмовим сміхом і каже: «That's right, it's outta this world!» (укр. Отож, це не з цього світу!).

## Особисте життя
Іван — відкритий гей, що робить його першим відкритим ЛГБТК+ актором, який озвучує Мікі Мауса. Він одружився зі своїм давнім партнером, арт-директором Дуґласом Гоффманом, у липні 2021 року.